# Abd Allah ibn Buluggin
ʿAbd Allāh ibn Buluggīn ibn Ḥabūs (in arabo عبد الله بن بلكين بن حبوس‎?; ... – Aghmat, dopo il 1095), fu l'ultimo sultano ziride a regnare sulla Ta'ifa di Granada in al-Andalus (Spagna islamica). Regnò dal 1073, anno della morte del nonno Bādīs ibn Ḥabūs, al 1090, anno della sua detronizzazione ed esilio ad opera degli Almoravidi.

## Biografia
Era il figlio di Buluggīn Sayf al-Dawla, assassinato nel 1064, e nipote di Bādīs ibn Ḥabūs. Alla morte di quest'ultimo, avvenuta nel 1073, ʿAbd Allāh fu nominato sultano, mentre il fratello Tamīm si creò un regno indipendente nella Ta'ifa di Malaga.
Giovane e inesperto, per i primi anni del regno di ʿAbd Allāh il potere fu nelle mani del visir Simaja al-Ṣanhājī, che cercò di aumentare il proprio potere complottando con i governatori di alcune città e confinando il giovane sultano nel harem.
Quando iniziò a governare, dovette affrontare le continue pressioni di Alfonso VI di León e le dispute territoriali con il sovrano abbadide della Ta'ifa di Siviglia, Muḥammad al-Muʿtamid.
ʿAbd Allāh si rifiutò di pagare dei tributi ad Alfonso VI. Quest'ultimo stipulò un patto con al-Muʿtamid che prevedeva che questi costruisse la fortezza di Ḥiṣn al-Balīllush (Castillo de Velillos) per premere sui confini della Ta'ifa di Granada, mentre Alfonso VI avrebbe conquistato Alcalá la Real e Bedmar y Garcíez. Questo patto costrinse ʿAbd Allāh a firmare un patto di non aggressione con al-Muʿtamid e Alfonso VI, cedendo al primo Martos, Estepa e Castro del Río, e al secondo Alcalá la Real e Bedmar.
Approfittando di questo periodo di instabilità, il signore della Ta'ifa di Almería, al-Muʿtaṣim occupò Baza e Shīlesh. Poco dopo i due monarchi firmarono un trattato di pace. In quegli anni ʿAbd Allāh destituì il visir Simaja al-Ṣanhājī dalla carica di visir e nominò al suo posto al-Muʿammal, un ex schiavo di Bādīs ibn Ḥabūs.
ʿAbd Allāh dovette affrontare anche varie ribellioni interne al regno, come quella di Kabbāb ibn Tamita ad Archidona e Antequera e quella dei Banu Tāgnawt a Yarīsha e Nīmash.
Dopo la conquista di Toledo da parte di Alfonso VI nel 1085, la situazione in al-Andalus si fece preoccupante per i musulmani. I sovrani andalusi chiesero aiuto al sultano almoravide Yūsuf ibn Tāshfīn, signore del Maghreb al-Aqsa (attuale Marocco). Yūsuf ibn Tāshfīn il 23 ottobre del 1086 sconfisse l'esercito di Alfonso VI nella battaglia di al-Zallaqa. Poco dopo tornò in Maghreb, tornando poi nel 1090 e iniziando l'assedio del castello di Aledo, con il sostegno dei vari sovrani delle ta'ife andaluse. Ma la disunione dei vari sovrani portò al fallimento dell'assedio.
ʿAbd Allāh cercò di mantenere buoni i rapporti con il Regno di Castiglia, mantenendo il pagamento dei tributi. La situazione interna del regnò si deteriorò ulteriormente dopo lo scoppio di altre rivolte: quella di una parte dell'esercito, quella del visir al-Muʿammal a Loja e quella degli ebrei di Lucena.
Nel 1090 Yūsuf ibn Tāshfīn iniziò la conquista delle varie ta'ife islamiche di al-Andalus. Granada si arrese l'8 settembre del 1090 e il 10 novembre ʿAbd Allāh fu detronizzato in base a una fatwā di alcuni ʿulamāʾ e inviato in esilio ad Aghmat, in Marocco, dove morì in una data incerta, dopo 1095. Il fratello Tamīm dopo la presa di Malaga venne mandato in esilio nel sud della regione di Sous.

## Opere
Durante il suo esilio ad Aghmat, ʿAbd Allāh scrisse le sue memorie e la storia degli dinastia degli Ziridi di Granada, l'opera, intitolata Kitāb al-tibyān ʿan al-ḥāditha al-kāʾina bi-dawlat Banī Zīrī fī Gharnāṭa (Libro della mostra degli eventi della dinastia degli Ziridi a Granada), fu conclusa nel 1094 o nel 1095, e fu scoperta e pubblicata da Évariste Lévi-Provençal.
Si tratta di una delle prime memorie di un governante musulmano, atte soprattutto a giustificare le azioni del proprio governo. Il lavoro è scritto in forma epistolare (risāla), in semplice  prosa, dando un senso di semplicità e chiarezza, anche se in certi casi i fatti non seguono un ordine cronologico.